# Atasi
Atasi /u creek jeziku, 'warclub;' prema Gatschet/, jedno od plemena Muskogee ili Upper Creek Indijanaca iz Alabame gdje su imali tri sela i Georgije (dva sela) odnosno na rijekama Ocmulgeeje, Chattahoochee i Tallapoose. Istoimeno selo Atasi nalazilo se na južnoj strani Tallapoose u okrugu Macon u Alabami, a 1776. imalo je 43 ratnika. 29 studenog 1813. u selu Atasi vodi se bitka između Creeka i Jacksonovih trupa. Nakon seobe na Indijanski Teritorij (Oklahoma) osnivaju istoimeno selo, a sebe nazivaju Atasálgi. 

## Vanjske poveznice
- Alabama Indian Tribes  Arhivirana inačica izvorne stranice od 9. svibnja 2008. (Wayback Machine)